# ОШ „3. октобар” Бор
ОШ „3. октобар” је основна школа која се налази у Бору у улици 3. октобар између другог и трећег километра у близини Студентског центра Бор.

## Историја
О.Ш. „3. октобар“ је основана 1962/1963. године у Бору и тада се звала Основна школа „Вук Караџић“. Имала је 1669 ученика. Ученици су били распоређени у 44 одељења. Због све већег броја ученика и одељења, није имала довољно учионица, те је РТБ Бор уступио своју зграду, у то време називана „Црвена зграда“ у којој је раније била Школа за квалификоване раднике. Народни одбор општине Бор је 25. децембра 1962. године решењем озваничио постојање ове школе, која је почела са радом 1. јануара 1963. године. Ускоро, за Дан ослобођења Бора, школа је добила име „3. октобар“.
За школску 1963/1964. годину школа је добила нову зграду у улици Иво Лоле Рибара. Била је то троспратна пространа зграда са кабинетима, радионицама и специјализованим учионицама. Имала је школску амбуланту, библиотеку, фискултурну салу и ђачку кухињу. Али због близине Површинског копа, зграда се скоро свакодневно тресла од минирања на површинском копу РТБ-а Бор, те је након 15 година школа пресељена. 
Године 1979. школа „3. октобар“ је добила нову зраду у улици 3. октобар, између „3. и 4. километра“. Школа је изграђена средствима самодоприноса. Школа је имала: 5 кабинета за физику, хемију, биологију, музичко васпитање, прву помоћ и заштиту, затим 2. радионице за наставу основа технике, 16 специјализованих учионица, 10 дидактичких кабинета, 3 просторије за забавиште, библиотеку, трпезарију и управне просторије. Од 1981 – 1988.године у саставу школе налазило се подручно одељење у Слатини. Школа је у то време имала око 1100 ученика. 

## Школа данас
На крају школске 2021/2022. године у школи је било 698  ученика и 59 наставника. Запажени су добри резултати и висок степен пролазности као и резултати на школским такмичењима. Током 2022. године је иновиран део опреме у 25 учионица и кабинета и реновирана је фискултурна сала.